# Taça Guanabara de 1970
A Taça Guanabara de 1970 foi a sexta edição da Taça Guanabara, porém não foi o primeiro turno do Campeonato Carioca de Futebol de 1970 e, sim, uma competição à parte.

## História
O vencedor foi o Flamengo, com o empate por 1 a 1 com o Fluminense na última rodada, único clube que poderia lhe tomar o título então e que terminou um ponto atrás na tabela de classificação.
O America, time que mais somou pontos nas duas primeiras fases, caiu de produção no turno decisivo e terminou a competição apenas em quinto lugar.

## Fórmula de disputa
Os doze participantes jogaram contra os demais clubes de sua chave (duas chaves com seis clubes cada uma) na primeira fase, classificando oito para a segunda e finalmente seis para a terceira e decisiva fase, onde todos jogariam entre si para definir o campeão, aquele que fizesse mais pontos na derradeira fase.

## Jogo do título
Flamengo 1–1 Fluminense
Data: 31 de maio de 1970 (rodada tripla).
Local: Estádio do Maracanã.
Árbitro: José Mário Vinhas.
Renda: Cr$ 568746,50.
Público: 106.515 pagantes.
Gols: Fio 45' do 1.° tempo; Jair 4' do 2.°.
CRF: Adão; Murilo, Washington, Reyes e Paulo Henrique; Zanata e Liminha; Ademir (Rodrigues Neto), Adãozinho. Fio e Arílson (Caldeira). Técnico: Yustrich.
FFC: Jairo; Oliveira, Galhardo, Assis e Toninho; Denílson e Didi; Cafuringa, Flávio, Jair e Lula. Técnico: Paulo Amaral.

## Premiação
| Taça Guanabara de 1970       |
| Rio de Janeiro               |
| ---------------------------- |
| FLAMENGO Campeão (1º título) |